# Фудбал на песку
Фудбал на песку (енгл. beach soccer) је врста фудбала који се игра на песку.
Прва правила о фудбалу на песку су донета 1992. године. Компанија која је задужена за развој фудбала на песку, као и организацију већих такмичења назива се Beach Soccer Worldwide.

## Историја
Сматра се да се фудбал на песку прво почео играти у Риу де Жанеиру, а први турнир је одржан 1992, након доношења правила. Одржан је на плажи у Мајамију, а наступиле су Сједињене Америчке Државе, Бразил, Аргентина и Италија.
Прво Светско првенство је одржано 1995. на плажи Копакабана у Риу де Жанеиру. Први победник постала је репрезентација Бразила. Од 2005. првенство организује ФИФА.

## Правила

### Играчи
Сваку екипу на терену чине четири играча плус голман. Свака екипа има неограничен број измена. Аут се изводи руком или ногом, док се гол-аут изводи само руком.

### Трајање меча
Утакмица се игра три пута по дванаест минута. Ако је на крају утакмице резултат нерешен, играју се продужеци од три минута, а ако и после тога нема победника, изводе се пенали, с тим да се, за разлику од фудбала, пуцају док први играч не промаши, а други у истој серији постигне гол.

### Судија
Утакмицу суде тројица судија. Двојица судија су на терену, док трећи контролише клупе. Судија може играчу доделити жути картон, након чега тај играч мора на два минута напустити терен те његова екипа мора играти са играчем мање, али након истека тог периода може ући поново. Када судија додели неком играчу црвени картон он излази из игре и нема право да се враћа на терен, али након два минута уместо њега улази други играч. Сваки прекршај значи слободан ударац према противничком голу којег пуца играч на којем је направљен прекршај (осим код играња руком).

### Терен
Терен фудбала на песку је знатно мањи од терена за фудбал. На међународним такмичењима, терен је састављен искључиво од песка, са којег су одстрањени каменчићи, шкољке и друге ствари које би могле повредити играча.
- Дужина терена: 35-37 метара
- Ширина терена: 26-28 метара

Казнени простор налази се у простору од гола до 9 метара, те је означен са жутим заставицама на ивици терена. Две црвене заставе наспрам другог су у центру терена и представљају половину терена.